# 덕동천
덕동천(德洞川)은 경상북도 경주시 암곡동에서 발원하여 남서쪽으로 흐르다가 경주시 덕동에서 북천의 덕동저수지로 흘러드는 대한민국의 지방하천이다. 동쪽에는 경주국립공원 토함산 지구가 있다.